# Nomada citrina
Nomada citrina är en biart som beskrevs av Cresson 1878. Nomada citrina ingår i släktet gökbin, och familjen långtungebin.

## Underarter
Arten delas in i följande underarter:
- N. c. citrina
- N. c. rufula
- N. c. flavomarginata